# Aerodinámica civil
La aerodinámica civil es la rama de la aerodinámica que se encarga del estudio de las acciones de los fluidos sobre cuerpos no fuselados. En éstos, la capa límite suele estar desprendida en gran parte de su superficie, comportando una resistencia mucho mayor que la de los cuerpos fuselados o aeronáuticos.
Es de especial interés la aplicación en el campo de la construcción, la automoción y la náutica (diseño de velas).